# Райт, Тэнди
Тэ́нди Райт (англ. Tandi Wright, род. 4 мая 1970) — новозеландская актриса кино и телевидения. Она родилась в Замбии у родителей новозеландского происхождения (Вернон Райт и Дина Пристли). Получила образование в Новой Зеландии. В 1996—1999 годах появилась в сериале «Шортланд-стрит» в роли Медсестры Кэролайн Бакстон. Также известна по ролям в фильмах «Паршивая овца», «Гром среди ясного неба» и сериалах «Потерявшиеся дети», «Могучие Рейнджеры Космический Патруль Дельта» и «Легенда об Искателе», где исполнила роль Морд-Сит Алины.

## Биография
Тэнди Райт выросла в Веллингтоне, где закончила Веллингтонскую Среднюю школу (Wellington High School) и Университет королевы Виктории (Victoria University of Wellington). Её отец, Вернон Райт, работал журналистом. В настоящее время проживает в Замбии. Мать, Дина Пристли, — писатель и актриса в Веллингтоне. У Тэнди есть две единокровные сестры — Ники (DOC советник по вопросам политики) и Жюстин (монтажер), и две сводные.
В настоящее время живёт с мужем (Майклом Бераном) и дочерью Олив в Окленде.

## Карьера
В 1996—1999 годах снималась в телесериале «Шортланд-стрит» в роли Медсестры Кэролайн Бакстон. В 2000 году снялась в одном из эпизодов финального сезона сериала Зена — королева воинов, исполнив роль Сары, племянницы Габриэль. В 2005 году появилась в сериале «Могучие Рейнджеры Космический Патруль Дельта». В 2006 году снималась в фильме «Паршивая овца», где исполнила роль ученого, работавшего с клонированием и генными модификациями овец.
В 2009—2010 снималась в сериале «Легенда об Искателе», где исполнила роль Морд-Сит Алины в трех эпизодах («Зеркало», «Расплата» и «Иная судьба»)
В 2010 году она сыграла роль Келли Росс, жены главного героя, в «Это не моя жизнь». В 2013 появилась в фильме «Джек — покоритель великанов» в роли Королевы. В 2015 году Тэнди снялась в роли Клэр Виншип в драме «Возвращенные», закрывшейся после первого же сезона по причине низких рейтингов.

## Фильмография
| Год       |     | Русское название                             | Оригинальное название            | Роль                                   |
| --------- | --- | -------------------------------------------- | -------------------------------- | -------------------------------------- |
| 1984      | ф   | Гром среди ясного неба                       | Out of Time                      |                                        |
| 1992      | ф   | Самовольная отлучка                          | Absent Without Leave             | Невеста Тома                           |
| 1996      | кор |                                              | Permanent Wave                   | Невеста Тома                           |
| 1996      | с   | Приключения Энид Блайтон                     | The Enid Blyton Adventure Series | Ингрид                                 |
| 1996—1999 | с   | Шортланд-стрит                               | Shortland Street                 | Caroline Buxton                        |
| 2000      | с   | Защитник                                     | Street Legal                     | Детектив старший сержант Анжела Уотсон |
| 2000      | с   | Зена — королева воинов                       | Xena: Warrior Princess           | Сара / Соната                          |
| 2001      | с   |                                              | Crash Palace                     | Пенни Уоттс                            |
| 2001—2002 | с   |                                              | Being Eve                        | Аланна Лаш                             |
| 2002      | ф   |                                              | This Is Not a Love Story         | Studio Art Dept                        |
| 2003      | с   |                                              | Willy Nilly                      | Джой                                   |
| 2003      | ф   |                                              | Sylvia                           | 2-я девушка на лекции Теда Хьюза       |
| 2004      | ф   |                                              | Raising Waylon                   | Тина Стэнфил                           |
| 2004      | с   | Серийные убийцы                              | Serial Killers                   | Салли                                  |
| 2004      | ф   |                                              | Not Only But Always              | Джули Эндрюс                           |
| 2005      | с   | Могучие Рейнджеры Космический Патруль Дельта | Power Rangers S.P.D.             | Aisynia Cruger                         |
| 2005—2008 | с   |                                              | Seven Periods with Mr Gormsby    | Фенн Партингтон                        |
| 2006      | с   |                                              | The Lost Children                | Шарлотта Мелвилл                       |
| 2006      | с   | Приключения Мэддиганов                       | Maddigan's Quest                 | Timon’s Mother                         |
| 2006      | ф   | Паршивая овца                                | Black Sheep                      | Доктор Раш                             |
| 2006      | ф   |                                              | Out of the Blue                  | Джули-Энн Брайсон                      |
| 2009      | ф   |                                              | Piece of My Heart                | Хлоя Мортон                            |
| 2009—2010 | с   | Легенда об Искателе                          | Legend of the Seeker             | Морд-Сит Алина                         |
| 2010      | с   | Неприличное везение                          | Outrageous Fortune               | Мэнди                                  |
| 2010      | с   |                                              | This Is Not My Life              | Келли Росс                             |
| 2011      | с   |                                              | Nothing Trivial                  | Катерина                               |
| 2012      | ф   |                                              | Derby Dogs                       | Карен Уолкер                           |
| 2013      | ф   | Джек — покоритель великанов                  | Jack the Giant Slayer            | Королева                               |
| 2015      | с   | Возвращённые                                 | The Returned                     | Клэр Уиншип                            |
| 2020      | ф   | Любовь и монстры                             | Love and Monsters                | мама Джоэла                            |
| 2022      | ф   | Пэрл                                         | Pearl                            | Рут                                    |

## Награды
В 2000 году она выиграла два Chapman Tripp театральной премии «Лучшая актриса второго плана» за постановку «Rutherford» и «Самый многообещающий женский дебют» за «A Midsummer’s Night Dream».
В 2003 году была номинирована на «Лучшую женскую роль» за шоу «Willy Nilly» на TV Guide Best on the Box People’s Choice Awards.
В 2005 году была номинирована на «Лучшую женскую роль второго плана» за роль Салли в сериале «Серийные убийцы» (Serial Killers) Television Awards.
В 2008 году Тэнди была номинирована на «Лучшую актрису второго плана» за фильм «Out of the Blue» Film and Television Awards.
В 2011 году была номинирована на «Лучшую женскую роль» Aotearoa Film & Television Awards за роль в фильме «This Is Not My Life».